# Cyril Bunclark
Cyril Bunclark (* 27. März 1931 in Rotherham; † 7. Juli 2018 ebenda) war ein englischer Fußballspieler.

## Karriere
Bunclark kam 1953 aus dem Lokalfußball zu Rotherham United und spielte zunächst für das Reserveteam in der Midland League, für einen Auftritt in der ersten Mannschaft musste er sich bis Oktober 1954 gedulden. Anlässlich eines Auswärtsspiels in der Second Division bei Hull City vertrat er den verletzten etatmäßigen Rechtsaußen Jacky Grainger. Bereits nach 14 Minuten erzielte er per Kopfball bei seinem Debüt die 1:0-Führung für den damaligen Tabellenführer, Rotherham gewann die Partie mit 2:1. Auch eine Woche später bei einem weiteren Auswärtsspiel an der Anfield Road gegen den FC Liverpool stand Bunclark in der Startelf, als beide Außenstürmer Rotherhams „eine Gefahrenquelle“ darstellten, die 1:3-Niederlage sollte aber sein letzter Auftritt in der Football League bleiben.
Zur Saison 1956/57 verließ er Rotherham und wechselte zum in der Midland League spielenden Klub Wisbech Town, bei dem er neben dem irischen Ex-Nationalspieler Jimmy Hartnett, Bill Watkin, Bill Cleary und Graham Wood einer von mehreren Neuzugängen mit Football-League-Erfahrung von Spielertrainer Reg Foulkes war. Im Herbst profitierte er von der leihweisen Verpflichtung von Wally Hughes von Sheffield United, an dessen Seiten er in aufeinanderfolgenden Spielen gegen die Reserveteams von Lincoln City und Scunthorpe United jeweils zwei Treffer erzielte.
Im Frühjahr 1957 wechselte er im Tausch für Harry Adamson innerhalb der Midland League zu Gainsborough Trinity. Dort spielte Bunclark, der dafür bekannt war mit dem Ball nach innen zu ziehen, im Angriff mit Gladstone Guest, Colin Martin und Terry Jenkins mit mehreren Ex-Rotherham-Spielern zusammen. Zur Saison 1958/59 wechselte er erneut ligaintern und schloss sich Denaby United an.